# 阿爾圖爾·米克瓦比亞
阿爾圖爾·阿爾喬莫維奇·米克瓦比亞（1949年5月22日—），是阿布哈兹政治人物，前统一阿布哈兹主席，2015年3月20日成為阿布哈茲總理。
米克瓦比亞在统一阿布哈兹創立時出任主席，當時统一阿布哈兹只是一個社會政治運動組織。2007年7月25日，他宣布辭職務並從離開政界，其後因成員挽留而留任。2009年1月27日，统一阿布哈兹轉型為政黨，達斡爾·塔爾巴出任新主席。